# Верхний караван-сарай
«Верхний караван-сарай» (азерб. Yuxarı karvansaray) — исторический памятник XVII века, расположенный в Азербайджане, в городе Шеки. Часть караван-сарая используется также, как гостиничный комплекс.

## Историческая справка
Стремительное развитие торговли в средние века значительно увеличило роль существующих тогда на территории Азербайджана караван-сараев и способствовало строительству новых. Обычно караван-сараи строили в виде замков с одними воротами, закрытие которых, в случае опасности, превращало их в неприступную крепость.
Из существовавших в Шеки караван-сараев до наших дней дошло всего два, традиционно называемые «Юхары» и «Ашагы» караван-сарай, что в переводе с азербайджанского на русский язык означает «Верхний» и «Нижний» Караван-сараи. Строительство этих караван-сараев относится к XVII веку. Нижний и Верхний караван-сараи, построенные местными мастерами, по своей планировочной структуре, большими размерами и удобствами для торговли являются наиболее крупными из зафиксированных на территории Закавказья.
С 1988 года Верхний Караван-сарай используется как гостиничный комплекс для туристов, гостей города и местных жителей. На территории комплекса функционирует ресторан национальной кухни на 100 мест. В соответствии с международными стандартами в отеле есть также люкс номера.

## Архитектура

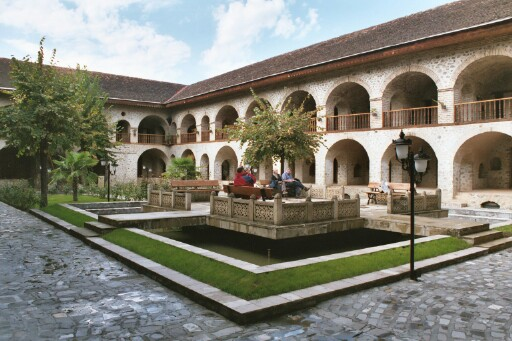
Фрагмент двора Верхнего караван-сарая

Караван-сарай имеет прямоугольную форму с большим внутренним двором, в центре которого находится бассейн. Общая площадь караван-сарая около 6000 м². Со стороны центральной торговой улицы здание имеет высоту 14 метров, а со стороны двора — 8 метров. Здесь более 300 комнат.
Главный фасад караван-сарая обращён к берегу реки Гурджаначай. Богато декорированная арка основного въезда во двор размещена в углу здания, на уровне третьего этажа, что связано с большим уклоном рельефа вдоль реки. Зодчий прекрасно использовал крутой рельеф участка с перепадом в несколько метров.
Плоскость главного фасада расчленена рядом горизонтальных поясов. Нижний пояс имеет высоту в два этажа. Он обработан двусветными окнами, которые заключены в арочные проёмы. Кирпичные арки имеют полуциркульную форму и опираются на массивные пилястры. Плоскость верхних этажей, с ритмично расположенными арочными проёмами окон, подчёркивают монументальность общей композиции.
Внутренне пространство двора решено скромно. Все помещения — комнаты равных размеров имеют сводчатое перекрытие. Дворовые лоджии, бассейны (хоузы) и окружающее их озеленение гармонично сочетается с общей композицией здания.
Для вьючных животных было предусмотрено необходимое количество коновязей и водоёмов.